# Religião em Marrocos
O islão é a religião maioritária em Marrocos, incluindo os povos berberes. A grande maioria dos marroquinos segue o islã sunita.

## Islão
Apesar da tolerância dada aos cristãos e judeus para praticar a sua fé nos seus locais de culto, o islão é a religião do estado sendo beneficiada em todos os níveis da sociedade por direito constitucional (artigo 6.º da constituição de Marrocos). Por exemplo, é um crime possuir uma Bíblia cristã escrita em língua árabe, parte de uma lei mais ampla que proíbe proselitismo de muçulmanos para qualquer outra crença. O código penal marroquino proíbe conversões para outras religiões que não o islão. Contudo, Marrocos continua a ser o país muçulmano mais tolerante, permitindo por exemplo que uma mulher muçulmana case com um não-muçulmano e protegendo os locais de culto cristãos e judeus.

## Cristianismo

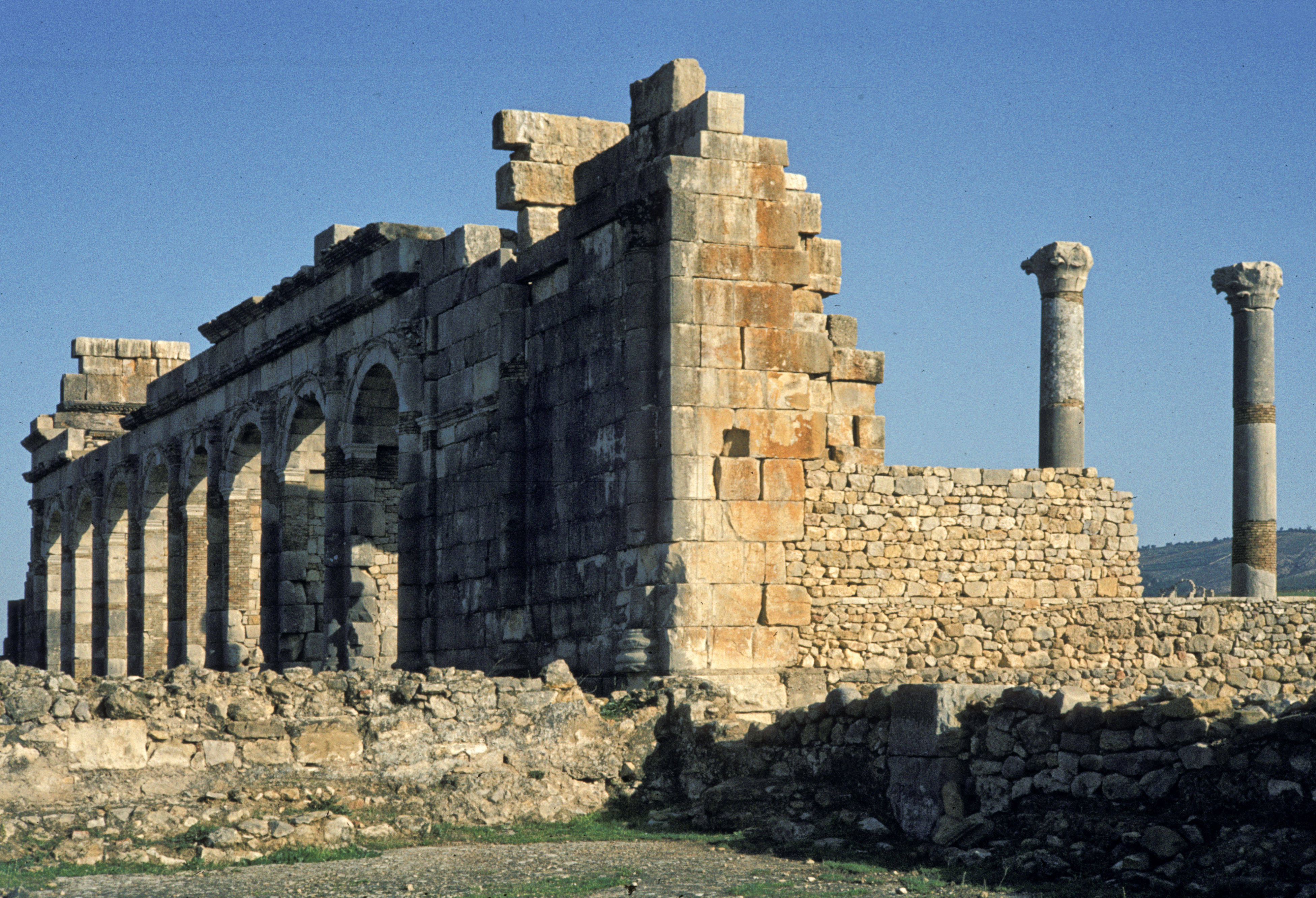
Basílica romana em Volubilis (Zona montanhosa de Marrocos) em 1982

O Cristianismo apareceu em Marrocos durante os tempos romanos, quando foi praticado por cristãos berberes (285–788) e desapareceu após as conquistas islâmicas. Idris I (r. 788–791) dedicou-se a subjugar as tribos cristãs e judaicas. Presentemente há cerca de 20 mil católicos em Marrocos, a maioria deles expatriados europeus, com uma grande maioria de origem francesa e espanhola. A população cristã é bem aceita, no entanto, a população tem dificuldade em aceitar marroquinos que abandonaram o Islão para o cristianismo. Estas comunidades de convertidos são socialmente excluídos, estigmatizados. Convertidos marroquinos não têm acesso a igrejas oficiais, que de acordo com o governo marroquino são para o povo cristão "original", ou seja, estrangeiros.

## Judaísmo
Após a criação do estado judeu de Israel, em 1948, a população de judeus marroquinos diminuiu significativamente devido à emigração. Judeus marroquinos também emigraram para outros países, como a França e o Canadá. Um total de 486 000 israelenses são de origem marroquina.

## Fé Baha'i
A Fé Bahá'í em Marrocos começou em 1946. Em Marrocos houve episódios de perseguição religiosa em 1962-1963, com base na condenação de Allal El Fassi quando 15 bahá'ís foram presos por suas convicções religiosas; três foram condenados à pena de morte.